# Анніка Страндгелл
Анніка Страндгелл (швед. Annika Strandhäll) — шведська політична діячка, член Соціал-демократичної партії, міністр охорони здоров'я та соціальних справ (від 2017).
Страндгелл була раніше міністром соціального забезпечення з 2014 по 2017 рік. З травня по липень 2017 — виконувач обов'язків міністра охорони здоров'я та соціальних справ після відставки голови уряду Габріеля Вікстрима.